# Municipio de Folsom
El municipio de Folsom (en inglés: Folsom Township) es un municipio ubicado en el condado de Traverse en el estado estadounidense de Minnesota. En el año 2010 tenía una población de 128 habitantes y una densidad poblacional de 2,28 personas por km².

## Geografía
El municipio de Folsom se encuentra ubicado en las coordenadas 45°37′20″N 96°47′32″O / 45.62222, -96.79222. Según la Oficina del Censo de los Estados Unidos, el municipio tiene una superficie total de 56.22 km², de la cual 51,35 km² corresponden a tierra firme y (8,66 %) 4,87 km² es agua.

## Demografía
Según el censo de 2010, había 128 personas residiendo en el municipio de Folsom. La densidad de población era de 2,28 hab./km². De los 128 habitantes, el municipio de Folsom estaba compuesto por el 96,09 % blancos y el 3,91 % eran de una mezcla de razas. Del total de la población el 2,34 % eran hispanos o latinos de cualquier raza.